# MLB All-Star Game 1939
MLB All-Star Game 1939 – 7. Mecz Gwiazd ligi MLB, który rozegrano 11 lipca 1939 roku na stadionie Yankee Stadium w Nowym Jorku. Mecz zakończył się zwycięstwem American League All-Stars 3–1. Spotkanie obejrzało 62 892 widzów.

## Wyjściowe składy
| National League | National League | National League | National League | American League | American League | American League | American League |
| #               | Zawodnik        | Klub            | Pozycja         | #               | Zawodnik        | Klub            | Pozycja         |
| --------------- | --------------- | --------------- | --------------- | --------------- | --------------- | --------------- | --------------- |
| 1               | Stan Hack       | Cubs            | 3B              | 1               | Doc Cramer      | Red Sox         | RF              |
| 2               | Lonny Frey      | Reds            | 2B              | 2               | Red Rolfe       | Yankees         | 3B              |
| 3               | Ival Goodman    | Reds            | RF              | 3               | Joe DiMaggio    | Yankees         | CF              |
| 4               | Frank McCormick | Reds            | 1B              | 4               | Bill Dickey     | Yankees         | C               |
| 5               | Ernie Lombardi  | Reds            | C               | 5               | Hank Greenberg  | Tigers          | 1B              |
| 6               | Joe Medwick     | Cardinals       | LF              | 6               | Joe Cronin      | Red Sox         | SS              |
| 7               | Mel Ott         | Giants          | CF              | 7               | George Selkirk  | Yankees         | LF              |
| 8               | Arky Vaughan    | Pirates         | SS              | 8               | Joe Gordon      | Yankees         | 2B              |
| 9               | Paul Derringer  | Reds            | P               | 9               | Red Ruffing     | Yankees         | P               |

| National League                                                                               | 0 | 0 | 1 | 0 | 0 | 0 | 0 | 0 | 1 | 1 | 7 | 1 |
| American League                                                                               | 0 | 0 | 0 | 2 | 1 | 0 | 0 | 0 | X | 3 | 6 | 1 |
| WP: Tommy Bridges (1–0) LP: Bill Lee (0–1) SV: Bob Feller (1) Home runy: AL: Joe DiMaggio (1) |   |   |   |   |   |   |   |   |   |   |   |   |

## Składy
| Miotacze - Red Ruffing (3) - Tommy Bridges (5) - Bob Feller (2) - Lefty Grove (6) - Lefty Gomez (7) - Johnny Murphy (3) - Ted Lyons (1) - Bobo Newsom (2) Łapacze - Bill Dickey (6) - Frankie Hayes (1) - Rollie Hemsley (3) |  | Wewnątrzpolowi - Hank Greenberg (3) - Joe Gordon (1) - Red Rolfe (3) - Joe Cronin (7) - Jimmie Foxx (7) - George McQuinn (1) - Luke Appling (2) - Frankie Crosetti (2) Zapolowi - Mike Kreevich (1) - Earl Averill (6) - Joe DiMaggio (3) - Doc Cramer (3) - Bob Johnson (2) |  | Menadżer - Joe McCarthy Trenerzy - Art Fletcher - Russell Blackburne |

| Miotacze - Paul Derringer (3) - Curt Davis (2) - Lou Fette (1) - Bill Lee (2) - Johnny Vander Meer (2) - Bucky Walters (2) - Lon Warneke (4) - Whit Wyatt (1) Łapacze - Ernie Lombardi (4) - Harry Danning (2) - Babe Phelps (2) |  | Wewnątrzpolowi - Frank McCormick (2) - Lonny Frey (1) - Arky Vaughan (6) - Stan Hack (2) - Dolph Camilli (1) - Johnny Mize (2) - Billy Herman (6) - Cookie Lavagetto (2) - Billy Jurges (2) Zapolowi - Joe Medwick (6) - Mel Ott (6) - Ival Goodman (2) - Morrie Arnovich (1) - Terry Moore (1) |  | Menadżer - Gabby Hartnett Trenerzy - John Corriden - Bill Terry |

- W nawiasie podano liczbę występów w All-Star Game.